# Amt Wilstermarsch
 Ikke at forveksle med Wilstermarsch.
Amt Wilstermarsch er et amt i det nordlige Tyskland, beliggende i den sydvestlige del af Kreis Steinburg. Kreis Steinburg ligger i den sydvestlige del af delstaten Slesvig-Holsten. Amtets administration er beliggende i byen Wilster, der ikke selv er en del af amtet.

## Kommuner i amtet
| 1. Aebtissinwisch 2. Beidenfleth 3. Brokdorf 4. Büttel 5. Dammfleth | 1. Ecklak 2. Kudensee 3. Landrecht 4. Landscheide 5. Neuendorf-Sachsenbande | 1. Nortorf 2. Sankt Margarethen 3. Stördorf 4. Wewelsfleth |

## Historie
Amt Wilstermarsch blev dannet i 1970 af amterne Sankt Margarethen, Wewelsfleth og Wilster-Land. Siden 1. juli 2005 har man haft et forvaltningsfællesskab med byen Wilster.

## Eksterne kilder og henvisninger
1. ↑  "Kommunesammenlægning"

- Amt Wilstermarsch